# Berothella pretiosa
Berothella pretiosa là một loài côn trùng trong họ Dilaridae thuộc bộ Neuroptera. Loài này được Banks miêu tả năm 1939.